# Padang Tambak (Way Tenong)
Padang Tambak is een bestuurslaag in het regentschap Lampung Barat van de provincie Lampung, Indonesië. Padang Tambak telt 3113 inwoners (volkstelling 2010).